# When Light Came Back
When Light Came Back è un cortometraggio muto del 1913 diretto da O.A.C. Lund.

## Produzione
Prodotto dalla Eclair American.

## Distribuzione
Il film - un cortometraggio in due bobine - uscì nelle sale cinematografiche USA l'11 giugno 1913, distribuito dall'Universal Film Manufacturing Company.